# EASCII
（延伸美国标准信息交换码）是将ASCII码由7位扩充为8位而成。EASCII的内码是由0到255共有256个字符组成。EASCII码比ASCII码扩充出来的符号包括表格符号、计算符号、希腊字母和特殊的拉丁符号。
ISO 标准ISO 8859是第一个将 ASCII 字符集扩展形式国际化标准：在它编码的许多语言版本中， ISO 8859-1 （“ISO Latin 1”） – 支持大多数西欧语言 – 在西欧最为人所知。还有许多其他EASCII 编码（超过 220 个 DOS 和 Windows代码页）。几十年来， EBCDIC （“其他”主要字符代码）同样开发了许多扩展变体（超过 186 个 EBCDIC 代码页）。
该技术在很大程度上已被統一碼技术所取代，統一碼具有在各种EASCII尝试中编码的所有字符的代码点。所有现代操作系统都使用此技术。尽管如此，其在计算史上仍然很重要。

## Code Page 437
代码页437是始祖IBM PC（个人电脑）或MS-DOS使用的字元编码。又名为CP437、OEM 437、PC-8、或MS-DOS Latin US。该字集包含ASCII由碼位32至126的字码、附加符号、一些希腊字母、图示以及制图符号。其有时也称为“OEM字型”、“high ASCII”或“extended ASCII”（互不兼容的众多ASCII扩充字集之一）。

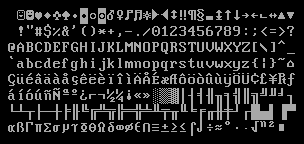
在IBM PC以視頻圖形陣列顯示卡顯現的代碼頁437。

## ISO/IEC 8859
ISO/IEC 8859是最常見的8位字符編碼。除此之外，不同的操作系統都會有它的8位字符編碼。

## 在计算机可读语言中的应用
在例如C和HTML这样的编程语言和文档语中，EASCII的编码原理起着重要作用。它使得计算机可读语言的解释器能以较小的开发代价支持众多编码，达到多语言支持。
EASCII的编码原理即：
- 所有的ASCII字节(0x00至0x7F) 在所有不同的EASCII字符编码中均具有相同含义。
- 非ASCII字节只在一般文本中使用，不在标签、关键词、或者其他对解释器有特殊含义的功能处使用。

## 相关链接
- ASCII Table（页面存档备份，存于）
- ASCII Code - The extended ASCII table（页面存档备份，存于）